# Білкохвіст короткий
Білкохвіст короткий (Sciurohypnum curtum) — вид мохів порядку гіпнобрієвих (Hypnales).

## Поширення
Ареал охоплює такі частини світу: Європа, Азія, Північна Америка.
Населяє лісові підстилки, хвойні ліси, ґрунт, багатий гумусом, колоди, мінеральні ґрунти, основи дерев, під високою трав’яною рослинністю; на висотах від 0 до 900 метрів.

## Характеристика
Рослини від середніх до великих, у пухких пучках, зелені, іноді жовтуваті або буруваті. Стебла до 10 см, висхідні або частіше дугоподібні, вигнуті, неправильно перисті, гілки до 10 мм, часто вигнуті. Стеблові листки від прямовисних до відкритих, нещільно розташовані, яйцеподібні чи яйцювато-трикутні, злегка увігнуті, не складчасті, 1.4–2.4 × 0.9–1.5 мм; поля плоскі, зубчасті; верхівка від поступово загостреної до вузько-гострої. Листки гілок яйцеподібні; краї загнуті базально з одного боку, зубчасті; верхівка гостра. Вид автоіктичний. Коробочкові ніжки червонуваті, 1.7–3.2 см, шорсткі. Коробочка від горизонтальної до висячої, червонувата, довгаста, вигнута, особливо в молодому віці, 2 мм. Спори 13–17 мкм.